# Adolf Dassler
Adolf Dassler, přezdívaný Adi Dassler (3. listopadu 1900, Herzogenaurach – 6. září 1978, Herzogenaurach), byl německý podnikatel, zakladatel společnosti Adidas. Je považován za jednoho z nejlepších světových designérů sportovní obuvi.
Vlastnil kolem 700 patentů a další průmyslová práva po celém světě. Byl prvním podnikatelem, který využil sportovní propagace, aby upozornil veřejnost na své inovace. Začal využívat známých atletů v reklamě na své produkty. Mnoho známých sportovců, jako např. Jesse Owens, Muhammad Ali, Max Schmeling, Sepp Herberger a Franz Beckenbauer se počítalo do okruhu přátel jeho rodiny.

## Životopis

### Mládí a počátky podnikání
Byl synem obuvníka Christopha Dasslera a jeho ženy Pauliny. Po vyučení pekařem a po návratu z 1. světové války si splnil svůj dávný sen a v prádelně své matky vytvořil z plátna ve 20 letech svoji první sportovní obuv. V roce 1920 převzal podnik svého otce, který se do té doby specializoval na výrobu filcových pantoflů. Od té doby vyráběl sportovní obuv, což jeho otec podporoval. Soustředil se zejména na výrobu lehkoatletické obuvi.
Ve 20. letech začal experimentovat se špičkami. V roce 1924 se do podniku zapojil i jeho bratr Rudolf Dassler a podnik byl přejmenován na „Gebrüder Dassler“ (tj. Bratři Dasslerové). V roce 1925 uvedli na trh první obuv na fotbal a běžecké boty s tretrami.
Atleti nosili speciální obuv z jejich dílny poprvé na Olympijských hrách v Amsterdamu v roce 1928. Ve 30. letech vyráběli téměř 30 odlišných druhů obuvi pro 11 sportů a zaměstnával 100 zaměstnanců. Na Olympijských hrách v Berlíně roce 1936 nosilo modely od Adolfa Dasslera už mnohem více atletů, mimo jiné i Jesse Owens.

### 2. světová válka a konflikt mezi bratry
Adolf Dassler se stal příznivcem nacismu, proto se stejně jako jeho bratr Rudolf od května 1933 stal členem NSDAP.
Na začátku 2. světové války nastoupil do Wehrmachtu, ale už po roce se směl vrátit ke své firmě. Po skončení války byl vyslýchán americkými jednotkami údajně z důvodu zásobování amerických sportovců sportovním vybavením na Olympijských hrách v roce 1936. Jeho bratr Rudolf byl po jednoletém věznění americkou armádou rovněž nakonec propuštěn. Od tohoto okamžiku začala nevraživost mezi bratry. Rudolf se ve vězení dozvěděl, že byl udán někým ze svého blízkého okolí. Měl podezření, že udavačem byl jeho bratr Adolf, aby mohl získat firmu. K tomu se přidalo i napětí a spory kolem majetkového vypořádání, k čemuž přispěly i jejich manželky. Podle výpovědi Adolfa to naopak byl Rudolf, kdo Adolfa udal vojenským úřadům. Nebylo možné rozhodnout, kdo lže a kdo mluví pravdu, proto byli oba nakonec propuštěni.

### Vznik a budování Adidas
Po vzájemném oslabení důvěry se bratři rozhodli firmu rozdělit. A tak se stalo, že vznikly společnosti dvou z největších výrobců sportovního vybavení na světě a sídlí jen kousek od sebe. Zatímco Adolf si svoji společnost pojmenoval Adidas, Rudolf svůj podnik pojmenoval Puma.
Po 2. světové válce tedy Adolf začal budovat novou společnost. V roce 1947 se s 47 zaměstnanci pustil znovu do výroby - vyráběl první poválečnou sportovní obuv ze stanoviny a gumy z amerických vojenských zásob. V roce 1948 uvedl Adidas jako název společnosti – jakož kombinaci zkratek jeho jména a příjmení. Rok poté si nechal zaregistrovat jako obchodní značku tři proužky, které jsou pro Adidas charakteristické dodnes.
Postupně Adolf Dassler vyvinul obuv pro skoro každý sport. Spolu se synem Horstem vytvořil mezinárodní společnost, která byla a stále je přítomna na všech světových sportovních událostech.
Dassler zemřel ve věku 77 let v roce 1978. Po jeho smrti společnost převzali manželka Käthe a syn Horst. Pod jeho vedením se Adidas stal světovým lídrem v sektoru inovací ve sportovním marketingu.